# Lagoa Funda
A Lagoa Funda é uma lagoa portuguesa, localizada na ilha açoriana da Terceira, arquipélago dos Açores, no município de Angra do Heroísmo.
Esta lagoa localiza-se dentro da caldeira vulcânica da Serra de Santa Bárbara a cerca de 900 metros de altitude. Encontra-se rodeada por uma variada vegetação endémica da macaronésia.